# 통합 (장애인 인권)
장애인 인권에 있어서의 통합이란, 장애인이 일상생활을 영유할 권리나 세상의 여러 자원과 기회에 접근할 기회가 비장애인들에게 주어지듯이 동등하게 주어져야 한다는 주장을 담은 용어이다. 장애권리운동가들은 통합의 기준을 환경 조성이나 지원 따위가 아니라 결과의 평등으로 삼아야 한다고 주장한다. 그렇게 되기 위해서는 모든 공동체나 회사, 조직과 단체에서 장애인이 장벽 없이 참여할 수 있어야 하며 기회와 자원에 동등하게 접근할 수 있어야 한다.
장애인들의 사회적, 경제적 통합을 방해하는 요소로는 흔히 접근하기 어려운 물리적 환경이나 대중교통의 미비, 장애 보조 장치의 부재나 기술 부족, 장애 배제적 의사소통, 서비스 전달의 격차, 차별적 편견과 낙인, 어떤 건강 상태의 사람이 삶의 어떤 구역이든 접근할 수 있도록 돕지 않거나, 더욱이는 방해하는 사회구조와 정책 등이 있다.
통합 운동가들은 가장 핵심적인 장벽 중 하나로 장애의 의료적 모델을 지목한다. 장애의 의료적 모델은 장애를 개인의 삶의 질을 낮추는 천형으로 간주하며 의료적 중재를 통해 장애를 줄이거나 고칠 수 있다는 주장이기 때문이다. 의료적 중재는 물리적/정신적 치료, 약물, 수술, 보조기구 등이 해당한다. 통합 운동가들은 대부분 장애의 사회적 모델에 더 동의하며, 의료적 모델은 장애인의 삶의 질이 더 낮다고 가정하며 그들을 "수정"대상으로 봄으로 인해, 오히려 물리, 감각, 지능, 발달의 측면에서 장애를 가진 이들이 더 나은 성과를 내는 것을 방해하고 있다고 주장한다.

## 같이 보기
- 보완대체 의사소통
- 장애의 사회적 모델
- 유니버설 디자인